# 馬濟夫
49°46′48″N 24°31′53″E / 49.78000°N 24.53139°E
馬濟夫（羅馬化：Maziv）是烏克蘭西部的村莊，隸屬利維夫州的佐洛奇夫區。該村面積0.17平方公里，海拔高度230米，2017年人口33，人口密度每平方公里928.57人。